# Ferrari 412 T1
De Ferrari 412 T1 was de Formule 1-auto van Scuderia Ferrari in 1994. De wagen werd net zoals voorgaand seizoen bestuurd door Jean Alesi en Gerhard Berger. Het was de opvolger van de F93A. De wagen had een simpel ontwerp met brede sidepods en ronde neus. De wagen werd doorheen het seizoen regelmatig geüpdatet, er waren uiteindelijk zoveel dat de latere versies van de wagen de Ferrari 412 T1B gingen heten. De nieuwe Tipo 043 motor werd voor het eerst gebruikt tijdens de kwalificatie van de Grote Prijs van San Marino 1994 en daarna ook tijdens de Grote Prijs van Duitsland 1994. Deze werd ook gewonnen door Ferrari-coureur Gerhard Berger. Dit was de eerste overwinning van Scuderia Ferrari sinds 1990.
De wagen was in het algemeen beter dan zijn voorgangers en het bracht Ferrari weer op het goede pad om competitieve wagens te maken; Ferrari wist elk volgend seizoen één race te winnen tot 2014, toen een tweede plaats het beste resultaat was.

## Formule 1-resultaten
| Resultaat                     |
| ----------------------------- |
| Winnaar                       |
| Tweede plaats                 |
| Derde plaats                  |
| Gefinisht (punten)            |
| Gefinisht (geen punten)       |
| Niet geklasseerd (NC)         |
| Uitgevallen (DNF)             |
| Niet gekwalificeerd (DNQ)     |
| Gediskwalificeerd (DSQ)       |
| Niet gestart (DNS)            |
| Gewond (INJ)                  |
| Uitgesloten (EX)              |
| Teruggetrokken (WD)           |
| Niet deelgenomen (blanco cel) |
| vetgedrukt (pole position)    |
| cursief (snelste ronde)       |

| Jaar | Chassis                      | Motor       | Banden | Coureurs       | 1   | 2   | 3   | 4   | 5   | 6   | 7   | 8   | 9   | 10  | 11  | 12  | 13  | 14  | 15  | 16  | Punten | WK-plaats |
| ---- | ---------------------------- | ----------- | ------ | -------------- | --- | --- | --- | --- | --- | --- | --- | --- | --- | --- | --- | --- | --- | --- | --- | --- | ------ | --------- |
| 1994 | Ferrari 421T1 Ferrari 412T1B | Ferrari V12 | G      |                | BRA | PAC | SMR | MON | SPA | CAN | FRA | GBR | DUI | HON | BEL | ITA | POR | EUR | JPN | AUS | 71     | Brons     |
| 1994 | Ferrari 421T1 Ferrari 412T1B | Ferrari V12 | G      | Jean Alesi     | 3   |     |     | 5   | 4   | 3   | DNF | 2   | DNF | DNF | DNF | DNF | DNF | 10  | 3   | 6   | 71     | Brons     |
| 1994 | Ferrari 421T1 Ferrari 412T1B | Ferrari V12 | G      | Nicola Larini  |     | DNF | 2   |     |     |     |     |     |     |     |     |     |     |     |     |     | 71     | Brons     |
| 1994 | Ferrari 421T1 Ferrari 412T1B | Ferrari V12 | G      | Gerhard Berger | DNF | 2   | DNF | 3   | DNF | 4   | 3   | DNF | 1   | 12  | DNF | 2   | DNF | 5   | DNF | 2   | 71     | Brons     |
| Jaar | Chassis                      | Motor       | Banden | Coureurs       | 1   | 2   | 3   | 4   | 5   | 6   | 7   | 8   | 9   | 10  | 11  | 12  | 13  | 14  | 15  | 16  | Punten | WK-plaats |

### Eindstand coureurskampioenschap

#### 1994
- Gerhard Berger: 3e (41 pnt)
- Jean Alesi: 5e (24 pnt)